# جداول البخار
توجد جداول لمعظم المواد النقية مدون بها الخواص الثرموديناميكية للمادة حيث يمكن إيجاد الخواص المختلفة بدلالة الضغط أو درجة الحرارة أو كليهما معا، ومن أمثلة هذه الجداول الهامة جداول البخار (بالإنجليزية: Steam tables)‏.
وفيما يلي دلالة الرموز بالجدول:
- t: درجة حرارة التشبع(C°)
- P: ضغط التشبع (بوحدة البار) المناظر لدرجة حرارة التشبع .
- νf: الحجم النوعي للماء المشبع المناظر لدرجة حرارة التشبع (م3/كغم).
- νg: الحجم النوعي للبخار المشبع المناظر لدرجة حرارة التشبع (م3/كغم).
- hf: إنثالبي الماء المشبع المناظر لدرجة حرارة التشبع (ك.جول/كغم).
- hg: إنثالبي البخار المشبع المناظر لدرجة حرارة التشبع (ك.جول/كغم).
- hfg: الحرارة الكامنة للتبخير المناظر لدرجة حرارة التشبع و تعرف أنها:

«كمية الحرارة اللازمة لتحويل 1 كغم ماء مشبع إلي بخار مشبع».

و يمكن التعبير عنها بالعلاقة التالية:

hfg = hg - hf

و تقاس بوحدة (ك.جول/كغم).
- Sf: إنتروبيا الماء المشبع المناظر لدرجة حرارة التشبع (ك.جول/كغم.سليزيوس).
- Sg: إنتروبيا البخار المشبع المناظر لدرجة حرارة التشبع (ك.جول/كغم.سليزيوس).
- Sfg: الفرق بين إنتروبيا البخار المشبع و الماء المشبع (ك.جول/كغم.سليزيوس).